# Belgien Rundt 2023
Belgien Rundt 2023 var den 92. udgave af det belgiske etapeløb Belgien Rundt. Cykelløbets fem etaper havde en samlet distance på 723,2 km, og blev kørt fra 14. juni med start i Scherpenheuvel-Zichem til 18. juni 2023 hvor der var mål i Bruxelles. Løbet var en del af UCI ProSeries 2023.
Mathieu van der Poel fra Alpecin-Deceuninck blev samlet vinder af løbet foran Søren Wærenskjold (Uno-X Pro Cycling Team) og Casper Pedersen (Soudal Quick-Step).

## Etaperne
| Etape    | Dato     | Start – Mål                                   | type          | Afstand (km) | Elevation (m) | Etapevinder          | Førende rytter       |
| -------- | -------- | --------------------------------------------- | ------------- | ------------ | ------------- | -------------------- | -------------------- |
| 1. etape | 14. jun. | Scherpenheuvel-Zichem – Scherpenheuvel-Zichem | flad etape    | 164,9        | 1.037 m       | Jasper Philipsen     | Jasper Philipsen     |
| 2. etape | 15. jun. | Merelbeke – Knokke-Heist                      | flad etape    | 175,7        | 457 m         | Fabio Jakobsen       | Fabio Jakobsen       |
| 3. etape | 16. jun. | Beveren – Beveren                             | enkeltstart   | 15,2         | 37 m          | Søren Wærenskjold    | Mathieu van der Poel |
| 4. etape | 17. jun. | Durbuy – Durbuy                               | kuperet etape | 172,6        | 3.230 m       | Mathieu van der Poel | Mathieu van der Poel |
| 5. etape | 18. jun. | Bruxelles – Bruxelles                         | flad etape    | 194,8        | 1.174 m       | Fabio Jakobsen       | Mathieu van der Poel |

### 1. etape
| Scherpenheuvel-Zichem - Scherpenheuvel-Zichem | flad etape | (164,9 km) |

| \| Etaperesultat \| Etaperesultat \| Etaperesultat \| Etaperesultat \| Etaperesultat \| \| Rytter \| Rytter \| Hold \| Tid \| \| \| ------------- \| -------------------- \| ---------------------- \| ------------- \| ------------- \| \| 1. \| Jasper Philipsen \| Alpecin-Deceuninck \| 3t 38' 14" \| \| \| 2. \| Fabio Jakobsen \| Soudal Quick-Step \| + 0" \| \| \| 3. \| Timothy Dupont \| Tarteletto-Isorex \| + 0" \| \| \| 4. \| Alexander Kristoff \| Uno-X Pro Cycling Team \| + 0" \| \| \| 5. \| David Martín \| Eolo-Kometa \| + 0" \| \| \| 6. \| Mathieu van der Poel \| Alpecin-Deceuninck \| + 0" \| \| \| 7. \| Joris Nieuwenhuis \| Baloise Trek Lions \| + 0" \| \| \| 8. \| Ryan Kamp \| Pauwels Sauzen-Bingoal \| + 0" \| \| \| 9. \| Oded Kogut \| Israel-Premier Tech \| + 0" \| \| \| 10. \| Tom Van Asbroeck \| Israel-Premier Tech \| + 0" \| \| |                      |                        |            |
| |                      |                        |            |
| Kilde: ProCyclingStats |                      |                        |            |
| Etaperesultat |                      |                        |            |
| Rytter | Rytter               | Hold                   | Tid        |
| 1. | Jasper Philipsen     | Alpecin-Deceuninck     | 3t 38' 14" |
| 2. | Fabio Jakobsen       | Soudal Quick-Step      | + 0"       |
| 3. | Timothy Dupont       | Tarteletto-Isorex      | + 0"       |
| 4. | Alexander Kristoff   | Uno-X Pro Cycling Team | + 0"       |
| 5. | David Martín         | Eolo-Kometa            | + 0"       |
| 6. | Mathieu van der Poel | Alpecin-Deceuninck     | + 0"       |
| 7. | Joris Nieuwenhuis    | Baloise Trek Lions     | + 0"       |
| 8. | Ryan Kamp            | Pauwels Sauzen-Bingoal | + 0"       |
| 9. | Oded Kogut           | Israel-Premier Tech    | + 0"       |
| 10. | Tom Van Asbroeck     | Israel-Premier Tech    | + 0"       |

| \| Samlede stilling \| Samlede stilling \| Samlede stilling \| Samlede stilling \| Samlede stilling \| \| Rytter \| Rytter \| Hold \| Tid \| \| \| ---------------- \| -------------------- \| ---------------------- \| ---------------- \| ---------------- \| \| 1. \| Jasper Philipsen \| Alpecin-Deceuninck \| 3t 38' 04" \| \| \| 2. \| Mathieu van der Poel \| Alpecin-Deceuninck \| + 2" \| \| \| 3. \| Fabio Jakobsen \| Soudal Quick-Step \| + 4" \| \| \| 4. \| Casper Pedersen \| Soudal Quick-Step \| + 4" \| \| \| 5. \| Timothy Dupont \| Tarteletto-Isorex \| + 6" \| \| \| 6. \| Rasmus Tiller \| Uno-X Pro Cycling Team \| + 7" \| \| \| 7. \| Jasper De Buyst \| Lotto Dstny \| + 9" \| \| \| 8. \| Alexander Kristoff \| Uno-X Pro Cycling Team \| + 10" \| \| \| 9. \| David Martín \| Eolo-Kometa \| + 10" \| \| \| 10. \| Joris Nieuwenhuis \| Baloise Trek Lions \| + 10" \| \| |                      |                        |            |
| |                      |                        |            |
| Kilde: ProCyclingStats |                      |                        |            |
| Samlede stilling |                      |                        |            |
| Rytter | Rytter               | Hold                   | Tid        |
| 1. | Jasper Philipsen     | Alpecin-Deceuninck     | 3t 38' 04" |
| 2. | Mathieu van der Poel | Alpecin-Deceuninck     | + 2"       |
| 3. | Fabio Jakobsen       | Soudal Quick-Step      | + 4"       |
| 4. | Casper Pedersen      | Soudal Quick-Step      | + 4"       |
| 5. | Timothy Dupont       | Tarteletto-Isorex      | + 6"       |
| 6. | Rasmus Tiller        | Uno-X Pro Cycling Team | + 7"       |
| 7. | Jasper De Buyst      | Lotto Dstny            | + 9"       |
| 8. | Alexander Kristoff   | Uno-X Pro Cycling Team | + 10"      |
| 9. | David Martín         | Eolo-Kometa            | + 10"      |
| 10. | Joris Nieuwenhuis    | Baloise Trek Lions     | + 10"      |

### 2. etape
| Merelbeke - Knokke-Heist | flad etape | (175,7 km) |

| \| Etaperesultat \| Etaperesultat \| Etaperesultat \| Etaperesultat \| Etaperesultat \| \| Rytter \| Rytter \| Hold \| Tid \| \| \| ------------- \| -------------------- \| --------------------------------------- \| ------------- \| ------------- \| \| 1. \| Fabio Jakobsen \| Soudal Quick-Step \| 3t 52' 07" \| \| \| 2. \| Mathieu van der Poel \| Alpecin-Deceuninck \| + 0" \| \| \| 3. \| Jasper De Buyst \| Lotto Dstny \| + 0" \| \| \| 4. \| Alexander Kristoff \| Uno-X Pro Cycling Team \| + 0" \| \| \| 5. \| Søren Wærenskjold \| Uno-X Pro Cycling Team \| + 0" \| \| \| 6. \| Gerben Thijssen \| Intermarché-Circus-Wanty \| + 0" \| \| \| 7. \| Rory Townsend \| Bolton Equities Black Spoke Pro Cycling \| + 0" \| \| \| 8. \| Emīls Liepiņš \| Trek-Segafredo \| + 0" \| \| \| 9. \| Oded Kogut \| Israel-Premier Tech \| + 0" \| \| \| 10. \| Matteo Malucelli \| Bingoal WB \| + 0" \| \| |                      |                                         |            |
| |                      |                                         |            |
| Kilde: ProCyclingStats |                      |                                         |            |
| Etaperesultat |                      |                                         |            |
| Rytter | Rytter               | Hold                                    | Tid        |
| 1. | Fabio Jakobsen       | Soudal Quick-Step                       | 3t 52' 07" |
| 2. | Mathieu van der Poel | Alpecin-Deceuninck                      | + 0"       |
| 3. | Jasper De Buyst      | Lotto Dstny                             | + 0"       |
| 4. | Alexander Kristoff   | Uno-X Pro Cycling Team                  | + 0"       |
| 5. | Søren Wærenskjold    | Uno-X Pro Cycling Team                  | + 0"       |
| 6. | Gerben Thijssen      | Intermarché-Circus-Wanty                | + 0"       |
| 7. | Rory Townsend        | Bolton Equities Black Spoke Pro Cycling | + 0"       |
| 8. | Emīls Liepiņš        | Trek-Segafredo                          | + 0"       |
| 9. | Oded Kogut           | Israel-Premier Tech                     | + 0"       |
| 10. | Matteo Malucelli     | Bingoal WB                              | + 0"       |

| \| Samlede stilling \| Samlede stilling \| Samlede stilling \| Samlede stilling \| Samlede stilling \| \| Rytter \| Rytter \| Hold \| Tid \| \| \| ---------------- \| -------------------- \| ---------------------- \| ---------------- \| ---------------- \| \| 1. \| Fabio Jakobsen \| Soudal Quick-Step \| 7t 30' 05" \| \| \| 2. \| Mathieu van der Poel \| Alpecin-Deceuninck \| + 0" \| \| \| 3. \| Jasper De Buyst \| Lotto Dstny \| + 7" \| \| \| 4. \| Casper Pedersen \| Soudal Quick-Step \| + 10" \| \| \| 5. \| Rasmus Tiller \| Uno-X Pro Cycling Team \| + 10" \| \| \| 6. \| Timothy Dupont \| Tarteletto-Isorex \| + 12" \| \| \| 7. \| Mathias Vacek \| Trek-Segafredo \| + 13" \| \| \| 8. \| Yves Lampaert \| Soudal Quick-Step \| + 13" \| \| \| 9. \| Florian Vermeersch \| Lotto Dstny \| + 15" \| \| \| 10. \| Jasper Stuyven \| Trek-Segafredo \| + 15" \| \| |                      |                        |            |
| |                      |                        |            |
| Kilde: ProCyclingStats |                      |                        |            |
| Samlede stilling |                      |                        |            |
| Rytter | Rytter               | Hold                   | Tid        |
| 1. | Fabio Jakobsen       | Soudal Quick-Step      | 7t 30' 05" |
| 2. | Mathieu van der Poel | Alpecin-Deceuninck     | + 0"       |
| 3. | Jasper De Buyst      | Lotto Dstny            | + 7"       |
| 4. | Casper Pedersen      | Soudal Quick-Step      | + 10"      |
| 5. | Rasmus Tiller        | Uno-X Pro Cycling Team | + 10"      |
| 6. | Timothy Dupont       | Tarteletto-Isorex      | + 12"      |
| 7. | Mathias Vacek        | Trek-Segafredo         | + 13"      |
| 8. | Yves Lampaert        | Soudal Quick-Step      | + 13"      |
| 9. | Florian Vermeersch   | Lotto Dstny            | + 15"      |
| 10. | Jasper Stuyven       | Trek-Segafredo         | + 15"      |

### 3. etape
| Beveren - Beveren | enkeltstart | (15,2 km) |

| \| Etaperesultat \| Etaperesultat \| Etaperesultat \| Etaperesultat \| Etaperesultat \| \| Rytter \| Rytter \| Hold \| Tid \| \| \| ------------- \| -------------------- \| --------------------------------------- \| ------------- \| ------------- \| \| 1. \| Søren Wærenskjold \| Uno-X Pro Cycling Team \| 17' 09" \| \| \| 2. \| Yves Lampaert \| Soudal Quick-Step \| + 12" \| \| \| 3. \| Alexander Edmondson \| Team DSM \| + 13" \| \| \| 4. \| Mathieu van der Poel \| Alpecin-Deceuninck \| + 15" \| \| \| 5. \| Jasper Stuyven \| Trek-Segafredo \| + 18" \| \| \| 6. \| Jannik Steimle \| Soudal Quick-Step \| + 19" \| \| \| 7. \| Aaron Gate \| Bolton Equities Black Spoke Pro Cycling \| + 19" \| \| \| 8. \| Casper Pedersen \| Soudal Quick-Step \| + 26" \| \| \| 9. \| Cees Bol \| Astana Qazaqstan Team \| + 28" \| \| \| 10. \| Sam Welsford \| Team DSM \| + 30" \| \| |                      |                                         |         |
| |                      |                                         |         |
| Kilde: ProCyclingStats |                      |                                         |         |
| Etaperesultat |                      |                                         |         |
| Rytter | Rytter               | Hold                                    | Tid     |
| 1. | Søren Wærenskjold    | Uno-X Pro Cycling Team                  | 17' 09" |
| 2. | Yves Lampaert        | Soudal Quick-Step                       | + 12"   |
| 3. | Alexander Edmondson  | Team DSM                                | + 13"   |
| 4. | Mathieu van der Poel | Alpecin-Deceuninck                      | + 15"   |
| 5. | Jasper Stuyven       | Trek-Segafredo                          | + 18"   |
| 6. | Jannik Steimle       | Soudal Quick-Step                       | + 19"   |
| 7. | Aaron Gate           | Bolton Equities Black Spoke Pro Cycling | + 19"   |
| 8. | Casper Pedersen      | Soudal Quick-Step                       | + 26"   |
| 9. | Cees Bol             | Astana Qazaqstan Team                   | + 28"   |
| 10. | Sam Welsford         | Team DSM                                | + 30"   |

| \| Samlede stilling \| Samlede stilling \| Samlede stilling \| Samlede stilling \| Samlede stilling \| \| Rytter \| Rytter \| Hold \| Tid \| \| \| ---------------- \| -------------------- \| ---------------------- \| ---------------- \| ---------------- \| \| 1. \| Mathieu van der Poel \| Alpecin-Deceuninck \| 7t 47' 29" \| \| \| 2. \| Søren Wærenskjold \| Uno-X Pro Cycling Team \| + 1" \| \| \| 3. \| Yves Lampaert \| Soudal Quick-Step \| + 10" \| \| \| 4. \| Jasper Stuyven \| Trek-Segafredo \| + 18" \| \| \| 5. \| Casper Pedersen \| Soudal Quick-Step \| + 21" \| \| \| 6. \| Rasmus Tiller \| Uno-X Pro Cycling Team \| + 29" \| \| \| 7. \| Jasper De Buyst \| Lotto Dstny \| + 32" \| \| \| 8. \| Florian Vermeersch \| Lotto Dstny \| + 34" \| \| \| 9. \| Mathias Vacek \| Trek-Segafredo \| + 34" \| \| \| 10. \| Ben Hermans \| Israel-Premier Tech \| + 42" \| \| |                      |                        |            |
| |                      |                        |            |
| Kilde: ProCyclingStats |                      |                        |            |
| Samlede stilling |                      |                        |            |
| Rytter | Rytter               | Hold                   | Tid        |
| 1. | Mathieu van der Poel | Alpecin-Deceuninck     | 7t 47' 29" |
| 2. | Søren Wærenskjold    | Uno-X Pro Cycling Team | + 1"       |
| 3. | Yves Lampaert        | Soudal Quick-Step      | + 10"      |
| 4. | Jasper Stuyven       | Trek-Segafredo         | + 18"      |
| 5. | Casper Pedersen      | Soudal Quick-Step      | + 21"      |
| 6. | Rasmus Tiller        | Uno-X Pro Cycling Team | + 29"      |
| 7. | Jasper De Buyst      | Lotto Dstny            | + 32"      |
| 8. | Florian Vermeersch   | Lotto Dstny            | + 34"      |
| 9. | Mathias Vacek        | Trek-Segafredo         | + 34"      |
| 10. | Ben Hermans          | Israel-Premier Tech    | + 42"      |

### 4. etape
| Durbuy - Durbuy | kuperet etape | (172,6 km) |

| \| Etaperesultat \| Etaperesultat \| Etaperesultat \| Etaperesultat \| Etaperesultat \| \| Rytter \| Rytter \| Hold \| Tid \| \| \| ------------- \| -------------------- \| ------------------------ \| ------------- \| ------------- \| \| 1. \| Mathieu van der Poel \| Alpecin-Deceuninck \| 4t 09' 42" \| \| \| 2. \| Thibau Nys \| Trek-Segafredo \| + 16" \| \| \| 3. \| Casper Pedersen \| Soudal Quick-Step \| + 18" \| \| \| 4. \| Søren Wærenskjold \| Uno-X Pro Cycling Team \| + 20" \| \| \| 5. \| Jasper De Buyst \| Lotto Dstny \| + 26" \| \| \| 6. \| Cristian Scaroni \| Astana Qazaqstan Team \| + 26" \| \| \| 7. \| Vincenzo Albanese \| Eolo-Kometa \| + 28" \| \| \| 8. \| Yves Lampaert \| Soudal Quick-Step \| + 30" \| \| \| 9. \| Jonas Abrahamsen \| Uno-X Pro Cycling Team \| + 30" \| \| \| 10. \| Lorenzo Rota \| Intermarché-Circus-Wanty \| + 32" \| \| |                      |                          |            |
| |                      |                          |            |
| Kilde: ProCyclingStats |                      |                          |            |
| Etaperesultat |                      |                          |            |
| Rytter | Rytter               | Hold                     | Tid        |
| 1. | Mathieu van der Poel | Alpecin-Deceuninck       | 4t 09' 42" |
| 2. | Thibau Nys           | Trek-Segafredo           | + 16"      |
| 3. | Casper Pedersen      | Soudal Quick-Step        | + 18"      |
| 4. | Søren Wærenskjold    | Uno-X Pro Cycling Team   | + 20"      |
| 5. | Jasper De Buyst      | Lotto Dstny              | + 26"      |
| 6. | Cristian Scaroni     | Astana Qazaqstan Team    | + 26"      |
| 7. | Vincenzo Albanese    | Eolo-Kometa              | + 28"      |
| 8. | Yves Lampaert        | Soudal Quick-Step        | + 30"      |
| 9. | Jonas Abrahamsen     | Uno-X Pro Cycling Team   | + 30"      |
| 10. | Lorenzo Rota         | Intermarché-Circus-Wanty | + 32"      |

| \| Samlede stilling \| Samlede stilling \| Samlede stilling \| Samlede stilling \| Samlede stilling \| \| Rytter \| Rytter \| Hold \| Tid \| \| \| ---------------- \| -------------------- \| ---------------------- \| ---------------- \| ---------------- \| \| 1. \| Mathieu van der Poel \| Alpecin-Deceuninck \| 11t 56' 52" \| \| \| 2. \| Søren Wærenskjold \| Uno-X Pro Cycling Team \| + 40" \| \| \| 3. \| Casper Pedersen \| Soudal Quick-Step \| + 53" \| \| \| 4. \| Yves Lampaert \| Soudal Quick-Step \| + 59" \| \| \| 5. \| Jasper Stuyven \| Trek-Segafredo \| + 1' 10" \| \| \| 6. \| Jasper De Buyst \| Lotto Dstny \| + 1' 17" \| \| \| 7. \| Florian Vermeersch \| Lotto Dstny \| + 1' 25" \| \| \| 8. \| Ben Hermans \| Israel-Premier Tech \| + 1' 35" \| \| \| 9. \| Mathias Vacek \| Trek-Segafredo \| + 1' 46" \| \| \| 10. \| Toms Skujiņš \| Trek-Segafredo \| + 1' 47" \| \| |                      |                        |             |
| |                      |                        |             |
| Kilde: ProCyclingStats |                      |                        |             |
| Samlede stilling |                      |                        |             |
| Rytter | Rytter               | Hold                   | Tid         |
| 1. | Mathieu van der Poel | Alpecin-Deceuninck     | 11t 56' 52" |
| 2. | Søren Wærenskjold    | Uno-X Pro Cycling Team | + 40"       |
| 3. | Casper Pedersen      | Soudal Quick-Step      | + 53"       |
| 4. | Yves Lampaert        | Soudal Quick-Step      | + 59"       |
| 5. | Jasper Stuyven       | Trek-Segafredo         | + 1' 10"    |
| 6. | Jasper De Buyst      | Lotto Dstny            | + 1' 17"    |
| 7. | Florian Vermeersch   | Lotto Dstny            | + 1' 25"    |
| 8. | Ben Hermans          | Israel-Premier Tech    | + 1' 35"    |
| 9. | Mathias Vacek        | Trek-Segafredo         | + 1' 46"    |
| 10. | Toms Skujiņš         | Trek-Segafredo         | + 1' 47"    |

### 5. etape
| Bruxelles - Bruxelles | flad etape | (194,8 km) |

| \| Etaperesultat \| Etaperesultat \| Etaperesultat \| Etaperesultat \| Etaperesultat \| \| Rytter \| Rytter \| Hold \| Tid \| \| \| ------------- \| -------------------- \| --------------------------- \| ------------- \| ------------- \| \| 1. \| Fabio Jakobsen \| Soudal Quick-Step \| 4t 12' 38" \| \| \| 2. \| Jasper Philipsen \| Alpecin-Deceuninck \| + 0" \| \| \| 3. \| Thibau Nys \| Trek-Segafredo \| + 0" \| \| \| 4. \| Cees Bol \| Astana Qazaqstan Team \| + 0" \| \| \| 5. \| Alexander Kristoff \| Uno-X Pro Cycling Team \| + 0" \| \| \| 6. \| Oded Kogut \| Israel Premier Tech Academy \| + 0" \| \| \| 7. \| Caleb Ewan \| Lotto Dstny \| + 0" \| \| \| 8. \| Emiel Vermeulen \| BEAT Cycling Club \| + 0" \| \| \| 9. \| Gerben Thijssen \| Intermarché-Circus-Wanty \| + 0" \| \| \| 10. \| Mathieu van der Poel \| Alpecin-Deceuninck \| + 0" \| \| |                      |                             |            |
| |                      |                             |            |
| Kilde: ProCyclingStats |                      |                             |            |
| Etaperesultat |                      |                             |            |
| Rytter | Rytter               | Hold                        | Tid        |
| 1. | Fabio Jakobsen       | Soudal Quick-Step           | 4t 12' 38" |
| 2. | Jasper Philipsen     | Alpecin-Deceuninck          | + 0"       |
| 3. | Thibau Nys           | Trek-Segafredo              | + 0"       |
| 4. | Cees Bol             | Astana Qazaqstan Team       | + 0"       |
| 5. | Alexander Kristoff   | Uno-X Pro Cycling Team      | + 0"       |
| 6. | Oded Kogut           | Israel Premier Tech Academy | + 0"       |
| 7. | Caleb Ewan           | Lotto Dstny                 | + 0"       |
| 8. | Emiel Vermeulen      | BEAT Cycling Club           | + 0"       |
| 9. | Gerben Thijssen      | Intermarché-Circus-Wanty    | + 0"       |
| 10. | Mathieu van der Poel | Alpecin-Deceuninck          | + 0"       |

## Trøjernes fordeling gennem løbet
| Etape    |               | Vinder _             | Samlede stilling     | Pointtrøje           | Ungdomstrøje  | Holdkonkurrence _ |
| -------- | ------------- | -------------------- | -------------------- | -------------------- | ------------- | ----------------- |
| 1. etape | flad etape    | Jasper Philipsen     | Jasper Philipsen     | Jasper Philipsen     | Oded Kogut    | Eolo-Kometa       |
| 2. etape | flad etape    | Fabio Jakobsen       | Fabio Jakobsen       | Fabio Jakobsen       | Mathias Vacek | Soudal Quick-Step |
| 3. etape | enkeltstart   | Søren Wærenskjold    | Mathieu van der Poel | Fabio Jakobsen       | Mathias Vacek | Soudal Quick-Step |
| 4. etape | kuperet etape | Mathieu van der Poel | Mathieu van der Poel | Mathieu van der Poel | Mathias Vacek | Trek-Segafredo    |
| 5. etape | flad etape    | Fabio Jakobsen       | Mathieu van der Poel | Mathieu van der Poel | Mathias Vacek | Trek-Segafredo    |
| Samlet   | Samlet        |                      | Mathieu van der Poel | Mathieu van der Poel | Mathias Vacek | Trek-Segafredo    |

## Resultater

### Samlede stilling
| \| Samlede stilling \| Samlede stilling \| Samlede stilling \| Samlede stilling \| Samlede stilling \| \| Rytter \| Rytter \| Hold \| Tid \| \| \| ---------------- \| -------------------- \| ---------------------- \| ---------------- \| ---------------- \| \| 1. \| Mathieu van der Poel \| Alpecin-Deceuninck \| 16t 09' 30" \| \| \| 2. \| Søren Wærenskjold \| Uno-X Pro Cycling Team \| + 40" \| \| \| 3. \| Casper Pedersen \| Soudal Quick-Step \| + 53" \| \| \| 4. \| Yves Lampaert \| Soudal Quick-Step \| + 59" \| \| \| 5. \| Jasper Stuyven \| Trek-Segafredo \| + 1' 10" \| \| \| 6. \| Jasper De Buyst \| Lotto Dstny \| + 1' 17" \| \| \| 7. \| Florian Vermeersch \| Lotto Dstny \| + 1' 25" \| \| \| 8. \| Ben Hermans \| Israel-Premier Tech \| + 1' 35" \| \| \| 9. \| Mathias Vacek \| Trek-Segafredo \| + 1' 44" \| \| \| 10. \| Toms Skujiņš \| Trek-Segafredo \| + 1' 46" \| \| |                      |                        |             |
| |                      |                        |             |
| Kilde: ProCyclingStats |                      |                        |             |
| Samlede stilling |                      |                        |             |
| Rytter | Rytter               | Hold                   | Tid         |
| 1. | Mathieu van der Poel | Alpecin-Deceuninck     | 16t 09' 30" |
| 2. | Søren Wærenskjold    | Uno-X Pro Cycling Team | + 40"       |
| 3. | Casper Pedersen      | Soudal Quick-Step      | + 53"       |
| 4. | Yves Lampaert        | Soudal Quick-Step      | + 59"       |
| 5. | Jasper Stuyven       | Trek-Segafredo         | + 1' 10"    |
| 6. | Jasper De Buyst      | Lotto Dstny            | + 1' 17"    |
| 7. | Florian Vermeersch   | Lotto Dstny            | + 1' 25"    |
| 8. | Ben Hermans          | Israel-Premier Tech    | + 1' 35"    |
| 9. | Mathias Vacek        | Trek-Segafredo         | + 1' 44"    |
| 10. | Toms Skujiņš         | Trek-Segafredo         | + 1' 46"    |

### Pointkonkurrencen
| Pointkonkurrence | Pointkonkurrence     | Pointkonkurrence       | Pointkonkurrence | Pointkonkurrence |
| Rytter           | Rytter               | Hold                   | Point            |                  |
| ---------------- | -------------------- | ---------------------- | ---------------- | ---------------- |
| 1.               | Mathieu van der Poel | Alpecin-Deceuninck     | 94 point         |                  |
| 2.               | Fabio Jakobsen       | Soudal Quick-Step      | 85 point         |                  |
| 3.               | Søren Wærenskjold    | Uno-X Pro Cycling Team | 56 point         |                  |
| 4.               | Jasper Philipsen     | Alpecin-Deceuninck     | 55 point         |                  |
| 5.               | Alexander Kristoff   | Uno-X Pro Cycling Team | 55 point         |                  |
| 6.               | Thibau Nys           | Trek-Segafredo         | 47 point         |                  |
| 7.               | Jasper De Buyst      | Lotto Dstny            | 39 point         |                  |
| 8.               | Oded Kogut           | Israel-Premier Tech    | 37 point         |                  |
| 9.               | Casper Pedersen      | Soudal Quick-Step      | 30 point         |                  |
| 10.              | Yves Lampaert        | Soudal Quick-Step      | 30 point         |                  |

### Ungdomskonkurrencen
| Ungdomskonkurrence | Ungdomskonkurrence | Ungdomskonkurrence                      | Ungdomskonkurrence | Ungdomskonkurrence |
| Rytter             | Rytter             | Hold                                    | Tid                |                    |
| ------------------ | ------------------ | --------------------------------------- | ------------------ | ------------------ |
| 1.                 | Mathias Vacek      | Trek-Segafredo                          | 16t 11' 14"        |                    |
| 2.                 | Hugo Page          | Intermarché-Circus-Wanty                | + 1' 50"           |                    |
| 3.                 | Logan Currie       | Bolton Equities Black Spoke Pro Cycling | + 13' 51"          |                    |
| 4.                 | Jenno Berckmoes    | Team Flanders-Baloise                   | + 17' 46"          |                    |
| 5.                 | Oded Kogut         | Israel-Premier Tech                     | + 17' 55"          |                    |
| 6.                 | Thibau Nys         | Trek-Segafredo                          | + 18' 27"          |                    |
| 7.                 | William Blume Levy | Uno-X Pro Cycling Team                  | + 19' 35"          |                    |
| 8.                 | Casper van Uden    | Team DSM                                | + 27' 19"          |                    |
| 9.                 | Kay De Bruyckere   | Pauwels Sauzen-Bingoal                  | + 33' 58"          |                    |
| 10.                | Matyáš Kopecký     | Team Novo Nordisk                       | + 35' 06"          |                    |

### Holdkonkurrencen
| Holdkonkurrence | Holdkonkurrence                         | Holdkonkurrence | Holdkonkurrence |
| Hold            | Hold                                    | Tid             |                 |
| --------------- | --------------------------------------- | --------------- | --------------- |
| 1.              | Trek-Segafredo                          | 48t 32' 42"     |                 |
| 2.              | Soudal Quick-Step                       | + 35"           |                 |
| 3.              | Uno-X Pro Cycling Team                  | + 1' 54"        |                 |
| 4.              | Intermarché-Circus-Wanty                | + 3' 11"        |                 |
| 5.              | Alpecin-Deceuninck                      | + 3' 21"        |                 |
| 6.              | Israel-Premier Tech                     | + 5' 07"        |                 |
| 7.              | Team Flanders-Baloise                   | + 5' 31"        |                 |
| 8.              | Lotto Dstny                             | + 6' 25"        |                 |
| 9.              | Eolo-Kometa                             | + 6' 51"        |                 |
| 10.             | Bolton Equities Black Spoke Pro Cycling | + 17' 34"       |                 |

## Hold og ryttere
| UCI WorldTeams (6)- Alpecin-Deceuninck - Astana Qazaqstan Team - Intermarché-Circus-Wanty - Soudal Quick-Step - Team DSM - Trek-Segafredo UCI ProTeams (10)- Bingoal WB - Bolton Equities Black Spoke Pro Cycling - Eolo-Kometa - Human Powered Health - Israel-Premier Tech - Lotto Dstny - Team Corratec-Selle Italia - Team Flanders-Baloise - Team Novo Nordisk - Uno-X Pro Cycling Team UCI Kontinentalhold (4)- Baloise Trek Lions - Beat Cycling Club - Tarteletto-Isorex - Volkerwessels Cycling Team UCI Cyclocross Team- Pauwels Sauzen-Bingoal |
| |

### Danske ryttere
| Danske ryttere på startlisten |                    |                        |           |
| Rygnummer                     | Rytter             | Hold                   | Placering |
| 4                             | Michael Mørkøv     | Soudal Quick-Step      | 69        |
| 5                             | Casper Pedersen    | Soudal Quick-Step      | 3         |
| 25                            | Asbjørn Hellemose  | Trek-Segafredo         | DNF-5     |
| 154                           | William Blume Levy | Uno-X Pro Cycling Team | 57        |

* DNF = gennemførte ikke

### Startliste
| Soudal Quick-Step SOQ | Soudal Quick-Step SOQ           | Soudal Quick-Step SOQ |
| --------------------- | ------------------------------- | --------------------- |
| Nr.                   | Rytter                          | Placering             |
| 1                     | Fabio Jakobsen (NED) (landevej) | 54.                   |
| 2                     | Tim Declercq (BEL)              | 22.                   |
| 3                     | Yves Lampaert (BEL)             | 4.                    |
| 4                     | Michael Mørkøv (DEN)            | 69.                   |
| 5                     | Casper Pedersen (DEN)           | 3.                    |
| 6                     | Jannik Steimle (GER)            | 77.                   |
| 7                     | Stan Van Tricht (BEL)           | 31.                   |

| Alpecin-Deceuninck ADC | Alpecin-Deceuninck ADC     | Alpecin-Deceuninck ADC |
| ---------------------- | -------------------------- | ---------------------- |
| Nr.                    | Rytter                     | Placering              |
| 11                     | Mathieu van der Poel (NED) | 1.                     |
| 12                     | Jasper Philipsen (BEL)     | 26.                    |
| 13                     | Dries De Bondt (BEL)       | 51.                    |
| 14                     | Senne Leysen (BEL)         | 85.                    |
| 15                     | Jonas Rickaert (BEL)       | 50.                    |
| 16                     | Ramon Sinkeldam (NED)      | 59.                    |
| 17                     | Gianni Vermeersch (BEL)    | 24.                    |

| Trek-Segafredo TFS | Trek-Segafredo TFS               | Trek-Segafredo TFS |
| ------------------ | -------------------------------- | ------------------ |
| Nr.                | Rytter                           | Placering          |
| 21                 | Jasper Stuyven (BEL)             | 5.                 |
| 22                 | Thibau Nys (BEL)                 | 53.                |
| 23                 | Emīls Liepiņš (LAT) (landevej)   | 35.                |
| 24                 | Toms Skujiņš (LAT) (enkeltstart) | 10.                |
| 25                 | Asbjørn Hellemose (DEN)          | DNF-5              |
| 26                 | Mathias Vacek (CZE)              | 9.                 |
| 27                 | Otto Vergaerde (BEL)             | DNF-1              |

| Intermarché-Circus-Wanty ICW | Intermarché-Circus-Wanty ICW | Intermarché-Circus-Wanty ICW |
| ---------------------------- | ---------------------------- | ---------------------------- |
| Nr.                          | Rytter                       | Placering                    |
| 31                           | Gerben Thijssen (BEL)        | 97.                          |
| 32                           | Aimé De Gendt (BEL)          | 12.                          |
| 33                           | Hugo Page (FRA)              | 19.                          |
| 34                           | Lorenzo Rota (ITA)           | 11.                          |
| 35                           | Sven Erik Bystrøm (NOR)      | 32.                          |
| 36                           | Boy van Poppel (NED)         | 87.                          |
| 37                           | Loïc Vliegen (BEL)           | 21.                          |

| Lotto Dstny LTD | Lotto Dstny LTD          | Lotto Dstny LTD |
| --------------- | ------------------------ | --------------- |
| Nr.             | Rytter                   | Placering       |
| 41              | Caleb Ewan (AUS)         | 33.             |
| 42              | Jarrad Drizners (AUS)    | 107.            |
| 43              | Frederik Frison (BEL)    | 44.             |
| 44              | Sébastien Grignard (BEL) | 78.             |
| 45              | Jacopo Guarnieri (ITA)   | 61.             |
| 46              | Jasper De Buyst (BEL)    | 6.              |
| 47              | Florian Vermeersch (BEL) | 7.              |

| Team DSM DSM | Team DSM DSM              | Team DSM DSM |
| ------------ | ------------------------- | ------------ |
| Nr.          | Rytter                    | Placering    |
| 51           | John Degenkolb (GER)      | 46.          |
| 52           | Joost Brinkman (NED)      | HD-1         |
| 53           | Alexander Edmondson (AUS) | 94.          |
| 54           | Nils Eekhoff (NED)        | 88.          |
| 55           | Niklas Märkl (GER)        | 28.          |
| 56           | Casper van Uden (NED)     |              |
| 57           | Sam Welsford (AUS)        | 79.          |

| Astana Qazaqstan Team AST | Astana Qazaqstan Team AST         | Astana Qazaqstan Team AST |
| ------------------------- | --------------------------------- | ------------------------- |
| Nr.                       | Rytter                            | Placering                 |
| 61                        | Cees Bol (NED)                    | 74.                       |
| 62                        | Jurij Natarov (KAZ) (enkeltstart) |                           |
| 63                        | Nurbergen Nurlykhassym (KAZ)      | 92.                       |
| 64                        | Cristian Scaroni (ITA)            | 66.                       |
| 65                        | Manuele Boaro (ITA)               | 122.                      |
| 66                        | Davide Martinelli (ITA)           | 101.                      |
| 67                        | Gleb Syritsa                      | 86.                       |

| Israel-Premier Tech IPT | Israel-Premier Tech IPT | Israel-Premier Tech IPT |
| ----------------------- | ----------------------- | ----------------------- |
| Nr.                     | Rytter                  | Placering               |
| 71                      | Sep Vanmarcke (BEL)     | 73.                     |
| 72                      | Ben Hermans (BEL)       | 8.                      |
| 73                      | Jens Reynders (BEL)     | DNF-5                   |
| 74                      | Oded Kogut (ISR)        | 48.                     |
| 75                      | Guy Sagiv (ISR)         | 89.                     |
| 76                      | Tom Van Asbroeck (BEL)  | 20.                     |
| 77                      | Marco Frigo (ITA)       | 45.                     |

| Team Flanders-Baloise TFB | Team Flanders-Baloise TFB | Team Flanders-Baloise TFB |
| ------------------------- | ------------------------- | ------------------------- |
| Nr.                       | Rytter                    | Placering                 |
| 81                        | Jenno Berckmoes (BEL)     | 47.                       |
| 82                        | Vito Braet (BEL)          | 25.                       |
| 83                        | Alex Colman (BEL)         | 90.                       |
| 84                        | Sander De Pestel (BEL)    | 14.                       |
| 85                        | Elias Maris (BEL)         | 43.                       |
| 86                        | Aaron Van Poucke (BEL)    | 70.                       |
| 87                        | Ward Vanhoof (BEL)        | 34.                       |

| Bingoal WB BWB | Bingoal WB BWB                 | Bingoal WB BWB |
| -------------- | ------------------------------ | -------------- |
| Nr.            | Rytter                         | Placering      |
| 91             | Ceriel Desal (BEL)             | 40.            |
| 92             | Rémy Mertz (BEL)               | 84.            |
| 93             | Matteo Malucelli (ITA)         | 102.           |
| 94             | Ludovic Robeet (BEL)           | 72.            |
| 95             | Luca Van Boven (BEL)           | 49.            |
| 96             | Guillaume Van Keirsbulck (BEL) | 81.            |
| 97             | Kenneth Van Rooy (BEL)         | 41.            |

| Bolton Equities Black Spoke Pro Cycling BEB | Bolton Equities Black Spoke Pro Cycling BEB | Bolton Equities Black Spoke Pro Cycling BEB |
| ------------------------------------------- | ------------------------------------------- | ------------------------------------------- |
| Nr.                                         | Rytter                                      | Placering                                   |
| 101                                         | Ryan Christensen (NZL)                      | 42.                                         |
| 102                                         | Logan Currie (NZL)                          | 36.                                         |
| 103                                         | James Fouché (NZL)                          | 104.                                        |
| 104                                         | Aaron Gate (NZL) (enkeltstart)              | 75.                                         |
| 105                                         | Ollie Jones (NZL)                           | 115.                                        |
| 106                                         | Jacob Scott (GBR)                           | 56.                                         |
| 107                                         | Rory Townsend (IRL) (landevej)              | 16.                                         |

| Team Corratec-Selle Italia COR | Team Corratec-Selle Italia COR | Team Corratec-Selle Italia COR |
| ------------------------------ | ------------------------------ | ------------------------------ |
| Nr.                            | Rytter                         | Placering                      |
| 111                            | Stefano Gandin (ITA)           | 112.                           |
| 112                            | Charlie Quaterman (GBR)        | 113.                           |
| 113                            | Lorenzo Quartucci (ITA)        | 95.                            |
| 114                            | Jan Stöckli (SUI)              | DNF-1                          |
| 115                            | Etienne van Empel (NED)        | 120.                           |
| 116                            | Attilio Viviani (ITA)          | DNF-1                          |
| 117                            | Samuele Zambelli (ITA)         | 106.                           |

| Eolo-Kometa EOK | Eolo-Kometa EOK                 | Eolo-Kometa EOK |
| --------------- | ------------------------------- | --------------- |
| Nr.             | Rytter                          | Placering       |
| 121             | Vincenzo Albanese (ITA)         | 27.             |
| 122             | Erik Fetter (HUN) (enkeltstart) | 17.             |
| 123             | Giovanni Lonardi (ITA)          | 100.            |
| 124             | Mirco Maestri (ITA)             | 58.             |
| 125             | David Martín (ESP)              | 67.             |
| 126             | Andrea Pietrobon (ITA)          | 109.            |
| 127             | Javier Serrano (ESP)            | 117.            |

| Human Powered Health HPM | Human Powered Health HPM | Human Powered Health HPM |
| ------------------------ | ------------------------ | ------------------------ |
| Nr.                      | Rytter                   | Placering                |
| 131                      | Scott McGill (USA)       | 83.                      |
| 132                      | August Jensen (NOR)      | 105.                     |
| 133                      | Wessel Krul (NED)        | 80.                      |
| 134                      | Bart Lemmen (NED)        | 15.                      |
| 135                      | Barnabás Peák (HUN)      | 111.                     |
| 136                      | Gijs Van Hoecke (BEL)    | 52.                      |
| 137                      | Matthew Gibson (GBR)     | DNF-5                    |

| Team Novo Nordisk TNN | Team Novo Nordisk TNN | Team Novo Nordisk TNN |
| --------------------- | --------------------- | --------------------- |
| Nr.                   | Rytter                | Placering             |
| 141                   | Hamish Beadle (NZL)   | 125.                  |
| 142                   | Declan Irvine (AUS)   | 118.                  |
| 143                   | Matyáš Kopecký (CZE)  | 98.                   |
| 144                   | Péter Kusztor (HUN)   | 62.                   |
| 145                   | Andrea Peron (ITA)    | 65.                   |
| 146                   | Umberto Poli (ITA)    | 123.                  |
| 147                   | Filippo Ridolfo (ITA) | 114.                  |

| Uno-X Pro Cycling Team UXT | Uno-X Pro Cycling Team UXT     | Uno-X Pro Cycling Team UXT |
| -------------------------- | ------------------------------ | -------------------------- |
| Nr.                        | Rytter                         | Placering                  |
| 151                        | Alexander Kristoff (NOR)       | 37.                        |
| 152                        | Jonas Abrahamsen (NOR)         | 18.                        |
| 153                        | Stian Fredheim (NOR)           | 110.                       |
| 154                        | William Blume Levy (DEN)       | 57.                        |
| 155                        | Erik Nordsæter Resell (NOR)    | 23.                        |
| 156                        | Rasmus Tiller (NOR) (landevej) | 13.                        |
| 157                        | Søren Wærenskjold (NOR)        | 2.                         |

| Baloise Trek Lions TBL | Baloise Trek Lions TBL  | Baloise Trek Lions TBL |
| ---------------------- | ----------------------- | ---------------------- |
| Nr.                    | Rytter                  | Placering              |
| 161                    | Dietmar Ledegen (BEL)   | DNS-5                  |
| 162                    | David Haverdings (NED)  | DNS-5                  |
| 163                    | Ward Huybs (BEL)        | DNS-5                  |
| 164                    | Daan Mariën (BEL)       | DNS-5                  |
| 165                    | Joris Nieuwenhuis (NED) | DNS-5                  |
| 166                    | Pim Ronhaar (NED)       | DNS-5                  |
| 167                    | Lars van der Haar (NED) | DNS-5                  |

| Pauwels Sauzen-Bingoal PSB | Pauwels Sauzen-Bingoal PSB   | Pauwels Sauzen-Bingoal PSB |
| -------------------------- | ---------------------------- | -------------------------- |
| Nr.                        | Rytter                       | Placering                  |
| 171                        | Eli Iserbyt (BEL)            | DNF-1                      |
| 172                        | Kay De Bruyckere (BEL)       | 96.                        |
| 173                        | Ryan Kamp (NED)              | 64.                        |
| 174                        | Yorben Lauryssen (BEL)       | 121.                       |
| 175                        | Angelo Van Den Bossche (BEL) | DNF-1                      |
| 176                        | Lukas Vanderlinden (BEL)     | 124.                       |
| 177                        | Michael Vanthourenhout (BEL) | 93.                        |

| BEAT Cycling Club BCY | BEAT Cycling Club BCY   | BEAT Cycling Club BCY |
| --------------------- | ----------------------- | --------------------- |
| Nr.                   | Rytter                  | Placering             |
| 181                   | Stijn Daemen (NED)      | 55.                   |
| 182                   | Gil D'Heygere (BEL)     | DNS-3                 |
| 183                   | Guillaume Visser (NED)  | 108.                  |
| 184                   | Vincent Hoppezak (NED)  | 103.                  |
| 185                   | Lucas Janssen (NED)     | 119.                  |
| 186                   | Jochem Kerckhaert (NED) | 30.                   |
| 187                   | Emiel Vermeulen (BEL)   | 82.                   |

| Tarteletto-Isorex TIS | Tarteletto-Isorex TIS     | Tarteletto-Isorex TIS |
| --------------------- | ------------------------- | --------------------- |
| Nr.                   | Rytter                    | Placering             |
| 191                   | Timothy Dupont (BEL)      | 38.                   |
| 192                   | Maxime De Poorter (BEL)   | 99.                   |
| 193                   | Jonas Geens (BEL)         | 29.                   |
| 194                   | Andreas Goeman (BEL)      | 39.                   |
| 195                   | Gianni Marchand (BEL)     | 91.                   |
| 196                   | Thomas Joseph (BEL)       | 63.                   |
| 197                   | Kobe Vanoverschelde (BEL) | 116.                  |

| VolkerWessels Cycling Team VWE | VolkerWessels Cycling Team VWE  | VolkerWessels Cycling Team VWE |
| ------------------------------ | ------------------------------- | ------------------------------ |
| Nr.                            | Rytter                          | Placering                      |
| 201                            | Zak Coleman (GBR)               | DNF-4                          |
| 202                            | Timo de Jong (NED)              | 60.                            |
| 203                            | Jasper Haest (NED)              | 76.                            |
| 204                            | Bert-Jan Lindeman (NED)         | DNF-5                          |
| 205                            | Peter Schulting (NED)           | DNS-5                          |
| 206                            | Daan van Sintmaartensdijk (NED) | DNF-4                          |
| 207                            | Thimo Willems (BEL)             | 71.                            |

| Soudal Quick-Step SOQ | Soudal Quick-Step SOQ           | Soudal Quick-Step SOQ |
| --------------------- | ------------------------------- | --------------------- |
| Nr.                   | Rytter                          | Placering             |
| 1                     | Fabio Jakobsen (NED) (landevej) | 54.                   |
| 2                     | Tim Declercq (BEL)              | 22.                   |
| 3                     | Yves Lampaert (BEL)             | 4.                    |
| 4                     | Michael Mørkøv (DEN)            | 69.                   |
| 5                     | Casper Pedersen (DEN)           | 3.                    |
| 6                     | Jannik Steimle (GER)            | 77.                   |
| 7                     | Stan Van Tricht (BEL)           | 31.                   |

| Alpecin-Deceuninck ADC | Alpecin-Deceuninck ADC     | Alpecin-Deceuninck ADC |
| ---------------------- | -------------------------- | ---------------------- |
| Nr.                    | Rytter                     | Placering              |
| 11                     | Mathieu van der Poel (NED) | 1.                     |
| 12                     | Jasper Philipsen (BEL)     | 26.                    |
| 13                     | Dries De Bondt (BEL)       | 51.                    |
| 14                     | Senne Leysen (BEL)         | 85.                    |
| 15                     | Jonas Rickaert (BEL)       | 50.                    |
| 16                     | Ramon Sinkeldam (NED)      | 59.                    |
| 17                     | Gianni Vermeersch (BEL)    | 24.                    |

| Trek-Segafredo TFS | Trek-Segafredo TFS               | Trek-Segafredo TFS |
| ------------------ | -------------------------------- | ------------------ |
| Nr.                | Rytter                           | Placering          |
| 21                 | Jasper Stuyven (BEL)             | 5.                 |
| 22                 | Thibau Nys (BEL)                 | 53.                |
| 23                 | Emīls Liepiņš (LAT) (landevej)   | 35.                |
| 24                 | Toms Skujiņš (LAT) (enkeltstart) | 10.                |
| 25                 | Asbjørn Hellemose (DEN)          | DNF-5              |
| 26                 | Mathias Vacek (CZE)              | 9.                 |
| 27                 | Otto Vergaerde (BEL)             | DNF-1              |

| Intermarché-Circus-Wanty ICW | Intermarché-Circus-Wanty ICW | Intermarché-Circus-Wanty ICW |
| ---------------------------- | ---------------------------- | ---------------------------- |
| Nr.                          | Rytter                       | Placering                    |
| 31                           | Gerben Thijssen (BEL)        | 97.                          |
| 32                           | Aimé De Gendt (BEL)          | 12.                          |
| 33                           | Hugo Page (FRA)              | 19.                          |
| 34                           | Lorenzo Rota (ITA)           | 11.                          |
| 35                           | Sven Erik Bystrøm (NOR)      | 32.                          |
| 36                           | Boy van Poppel (NED)         | 87.                          |
| 37                           | Loïc Vliegen (BEL)           | 21.                          |

| Lotto Dstny LTD | Lotto Dstny LTD          | Lotto Dstny LTD |
| --------------- | ------------------------ | --------------- |
| Nr.             | Rytter                   | Placering       |
| 41              | Caleb Ewan (AUS)         | 33.             |
| 42              | Jarrad Drizners (AUS)    | 107.            |
| 43              | Frederik Frison (BEL)    | 44.             |
| 44              | Sébastien Grignard (BEL) | 78.             |
| 45              | Jacopo Guarnieri (ITA)   | 61.             |
| 46              | Jasper De Buyst (BEL)    | 6.              |
| 47              | Florian Vermeersch (BEL) | 7.              |

| Team DSM DSM | Team DSM DSM              | Team DSM DSM |
| ------------ | ------------------------- | ------------ |
| Nr.          | Rytter                    | Placering    |
| 51           | John Degenkolb (GER)      | 46.          |
| 52           | Joost Brinkman (NED)      | HD-1         |
| 53           | Alexander Edmondson (AUS) | 94.          |
| 54           | Nils Eekhoff (NED)        | 88.          |
| 55           | Niklas Märkl (GER)        | 28.          |
| 56           | Casper van Uden (NED)     |              |
| 57           | Sam Welsford (AUS)        | 79.          |

| Astana Qazaqstan Team AST | Astana Qazaqstan Team AST         | Astana Qazaqstan Team AST |
| ------------------------- | --------------------------------- | ------------------------- |
| Nr.                       | Rytter                            | Placering                 |
| 61                        | Cees Bol (NED)                    | 74.                       |
| 62                        | Jurij Natarov (KAZ) (enkeltstart) |                           |
| 63                        | Nurbergen Nurlykhassym (KAZ)      | 92.                       |
| 64                        | Cristian Scaroni (ITA)            | 66.                       |
| 65                        | Manuele Boaro (ITA)               | 122.                      |
| 66                        | Davide Martinelli (ITA)           | 101.                      |
| 67                        | Gleb Syritsa                      | 86.                       |

| Israel-Premier Tech IPT | Israel-Premier Tech IPT | Israel-Premier Tech IPT |
| ----------------------- | ----------------------- | ----------------------- |
| Nr.                     | Rytter                  | Placering               |
| 71                      | Sep Vanmarcke (BEL)     | 73.                     |
| 72                      | Ben Hermans (BEL)       | 8.                      |
| 73                      | Jens Reynders (BEL)     | DNF-5                   |
| 74                      | Oded Kogut (ISR)        | 48.                     |
| 75                      | Guy Sagiv (ISR)         | 89.                     |
| 76                      | Tom Van Asbroeck (BEL)  | 20.                     |
| 77                      | Marco Frigo (ITA)       | 45.                     |

| Team Flanders-Baloise TFB | Team Flanders-Baloise TFB | Team Flanders-Baloise TFB |
| ------------------------- | ------------------------- | ------------------------- |
| Nr.                       | Rytter                    | Placering                 |
| 81                        | Jenno Berckmoes (BEL)     | 47.                       |
| 82                        | Vito Braet (BEL)          | 25.                       |
| 83                        | Alex Colman (BEL)         | 90.                       |
| 84                        | Sander De Pestel (BEL)    | 14.                       |
| 85                        | Elias Maris (BEL)         | 43.                       |
| 86                        | Aaron Van Poucke (BEL)    | 70.                       |
| 87                        | Ward Vanhoof (BEL)        | 34.                       |

| Bingoal WB BWB | Bingoal WB BWB                 | Bingoal WB BWB |
| -------------- | ------------------------------ | -------------- |
| Nr.            | Rytter                         | Placering      |
| 91             | Ceriel Desal (BEL)             | 40.            |
| 92             | Rémy Mertz (BEL)               | 84.            |
| 93             | Matteo Malucelli (ITA)         | 102.           |
| 94             | Ludovic Robeet (BEL)           | 72.            |
| 95             | Luca Van Boven (BEL)           | 49.            |
| 96             | Guillaume Van Keirsbulck (BEL) | 81.            |
| 97             | Kenneth Van Rooy (BEL)         | 41.            |

| Bolton Equities Black Spoke Pro Cycling BEB | Bolton Equities Black Spoke Pro Cycling BEB | Bolton Equities Black Spoke Pro Cycling BEB |
| ------------------------------------------- | ------------------------------------------- | ------------------------------------------- |
| Nr.                                         | Rytter                                      | Placering                                   |
| 101                                         | Ryan Christensen (NZL)                      | 42.                                         |
| 102                                         | Logan Currie (NZL)                          | 36.                                         |
| 103                                         | James Fouché (NZL)                          | 104.                                        |
| 104                                         | Aaron Gate (NZL) (enkeltstart)              | 75.                                         |
| 105                                         | Ollie Jones (NZL)                           | 115.                                        |
| 106                                         | Jacob Scott (GBR)                           | 56.                                         |
| 107                                         | Rory Townsend (IRL) (landevej)              | 16.                                         |

| Team Corratec-Selle Italia COR | Team Corratec-Selle Italia COR | Team Corratec-Selle Italia COR |
| ------------------------------ | ------------------------------ | ------------------------------ |
| Nr.                            | Rytter                         | Placering                      |
| 111                            | Stefano Gandin (ITA)           | 112.                           |
| 112                            | Charlie Quaterman (GBR)        | 113.                           |
| 113                            | Lorenzo Quartucci (ITA)        | 95.                            |
| 114                            | Jan Stöckli (SUI)              | DNF-1                          |
| 115                            | Etienne van Empel (NED)        | 120.                           |
| 116                            | Attilio Viviani (ITA)          | DNF-1                          |
| 117                            | Samuele Zambelli (ITA)         | 106.                           |

| Eolo-Kometa EOK | Eolo-Kometa EOK                 | Eolo-Kometa EOK |
| --------------- | ------------------------------- | --------------- |
| Nr.             | Rytter                          | Placering       |
| 121             | Vincenzo Albanese (ITA)         | 27.             |
| 122             | Erik Fetter (HUN) (enkeltstart) | 17.             |
| 123             | Giovanni Lonardi (ITA)          | 100.            |
| 124             | Mirco Maestri (ITA)             | 58.             |
| 125             | David Martín (ESP)              | 67.             |
| 126             | Andrea Pietrobon (ITA)          | 109.            |
| 127             | Javier Serrano (ESP)            | 117.            |

| Human Powered Health HPM | Human Powered Health HPM | Human Powered Health HPM |
| ------------------------ | ------------------------ | ------------------------ |
| Nr.                      | Rytter                   | Placering                |
| 131                      | Scott McGill (USA)       | 83.                      |
| 132                      | August Jensen (NOR)      | 105.                     |
| 133                      | Wessel Krul (NED)        | 80.                      |
| 134                      | Bart Lemmen (NED)        | 15.                      |
| 135                      | Barnabás Peák (HUN)      | 111.                     |
| 136                      | Gijs Van Hoecke (BEL)    | 52.                      |
| 137                      | Matthew Gibson (GBR)     | DNF-5                    |

| Team Novo Nordisk TNN | Team Novo Nordisk TNN | Team Novo Nordisk TNN |
| --------------------- | --------------------- | --------------------- |
| Nr.                   | Rytter                | Placering             |
| 141                   | Hamish Beadle (NZL)   | 125.                  |
| 142                   | Declan Irvine (AUS)   | 118.                  |
| 143                   | Matyáš Kopecký (CZE)  | 98.                   |
| 144                   | Péter Kusztor (HUN)   | 62.                   |
| 145                   | Andrea Peron (ITA)    | 65.                   |
| 146                   | Umberto Poli (ITA)    | 123.                  |
| 147                   | Filippo Ridolfo (ITA) | 114.                  |

| Uno-X Pro Cycling Team UXT | Uno-X Pro Cycling Team UXT     | Uno-X Pro Cycling Team UXT |
| -------------------------- | ------------------------------ | -------------------------- |
| Nr.                        | Rytter                         | Placering                  |
| 151                        | Alexander Kristoff (NOR)       | 37.                        |
| 152                        | Jonas Abrahamsen (NOR)         | 18.                        |
| 153                        | Stian Fredheim (NOR)           | 110.                       |
| 154                        | William Blume Levy (DEN)       | 57.                        |
| 155                        | Erik Nordsæter Resell (NOR)    | 23.                        |
| 156                        | Rasmus Tiller (NOR) (landevej) | 13.                        |
| 157                        | Søren Wærenskjold (NOR)        | 2.                         |

| Baloise Trek Lions TBL | Baloise Trek Lions TBL  | Baloise Trek Lions TBL |
| ---------------------- | ----------------------- | ---------------------- |
| Nr.                    | Rytter                  | Placering              |
| 161                    | Dietmar Ledegen (BEL)   | DNS-5                  |
| 162                    | David Haverdings (NED)  | DNS-5                  |
| 163                    | Ward Huybs (BEL)        | DNS-5                  |
| 164                    | Daan Mariën (BEL)       | DNS-5                  |
| 165                    | Joris Nieuwenhuis (NED) | DNS-5                  |
| 166                    | Pim Ronhaar (NED)       | DNS-5                  |
| 167                    | Lars van der Haar (NED) | DNS-5                  |

| Pauwels Sauzen-Bingoal PSB | Pauwels Sauzen-Bingoal PSB   | Pauwels Sauzen-Bingoal PSB |
| -------------------------- | ---------------------------- | -------------------------- |
| Nr.                        | Rytter                       | Placering                  |
| 171                        | Eli Iserbyt (BEL)            | DNF-1                      |
| 172                        | Kay De Bruyckere (BEL)       | 96.                        |
| 173                        | Ryan Kamp (NED)              | 64.                        |
| 174                        | Yorben Lauryssen (BEL)       | 121.                       |
| 175                        | Angelo Van Den Bossche (BEL) | DNF-1                      |
| 176                        | Lukas Vanderlinden (BEL)     | 124.                       |
| 177                        | Michael Vanthourenhout (BEL) | 93.                        |

| BEAT Cycling Club BCY | BEAT Cycling Club BCY   | BEAT Cycling Club BCY |
| --------------------- | ----------------------- | --------------------- |
| Nr.                   | Rytter                  | Placering             |
| 181                   | Stijn Daemen (NED)      | 55.                   |
| 182                   | Gil D'Heygere (BEL)     | DNS-3                 |
| 183                   | Guillaume Visser (NED)  | 108.                  |
| 184                   | Vincent Hoppezak (NED)  | 103.                  |
| 185                   | Lucas Janssen (NED)     | 119.                  |
| 186                   | Jochem Kerckhaert (NED) | 30.                   |
| 187                   | Emiel Vermeulen (BEL)   | 82.                   |

| Tarteletto-Isorex TIS | Tarteletto-Isorex TIS     | Tarteletto-Isorex TIS |
| --------------------- | ------------------------- | --------------------- |
| Nr.                   | Rytter                    | Placering             |
| 191                   | Timothy Dupont (BEL)      | 38.                   |
| 192                   | Maxime De Poorter (BEL)   | 99.                   |
| 193                   | Jonas Geens (BEL)         | 29.                   |
| 194                   | Andreas Goeman (BEL)      | 39.                   |
| 195                   | Gianni Marchand (BEL)     | 91.                   |
| 196                   | Thomas Joseph (BEL)       | 63.                   |
| 197                   | Kobe Vanoverschelde (BEL) | 116.                  |

| VolkerWessels Cycling Team VWE | VolkerWessels Cycling Team VWE  | VolkerWessels Cycling Team VWE |
| ------------------------------ | ------------------------------- | ------------------------------ |
| Nr.                            | Rytter                          | Placering                      |
| 201                            | Zak Coleman (GBR)               | DNF-4                          |
| 202                            | Timo de Jong (NED)              | 60.                            |
| 203                            | Jasper Haest (NED)              | 76.                            |
| 204                            | Bert-Jan Lindeman (NED)         | DNF-5                          |
| 205                            | Peter Schulting (NED)           | DNS-5                          |
| 206                            | Daan van Sintmaartensdijk (NED) | DNF-4                          |
| 207                            | Thimo Willems (BEL)             | 71.                            |